# Amiot 110
Amiot 110, còn gọi là Amiot-SECM 110, là một mẫu thử máy bay tiêm kích đánh chặn của Pháp, được thiết kế chế tạo năm 1929.

## Tính năng kỹ chiến thuật
Đặc điểm tổng quát
- Kíp lái: 1
- Chiều dài: 6.50 m (21 ft 4 in)
- Sải cánh: 10.50 m (34 ft 5⅓ in)
- Chiều cao: 2.83 m (9 ft 2¼ in)
- Diện tích cánh: 21.00 m2 (226.05 ft2)
- Trọng lượng rỗng: 1120 kg (2469 lb)
- Trọng lượng có tải: 1500 kg (3307 lb)
- Powerplant: 1 × Hispano-Suiza 12Mb, 373 kW (500 hp)

Hiệu suất bay
- Vận tốc cực đại: 296 km/h (184 mph)
- Tầm bay: 500 km (310 dặm)

Vũ khí trang bị
- 2 x Súng máy Vickers.303